# Тимко, Иван Иванович
Ива́н Ива́нович Тимко́ (укр. Іван Іванович Тимко; род. 26 июля 1979, Киев) — украинский гребец, выступавший за сборную Украины по академической гребле в период 2006—2014 годов. Бронзовый призёр чемпионата Европы, участник летних Олимпийских игр в Лондоне.

## Биография
Иван Тимко родился 26 июля 1979 года в Киеве, Украинская ССР. Заниматься греблей начал в 2000 году в возрасте двадцати лет, проходил подготовку под руководством заслуженного тренера Украины Виктора Васильевича Потабенко.
Дебютировал на международной арене в сезоне 2006 года, когда вошёл в основной состав украинской национальной сборной и выступил в распашных восьмёрках с рулевым на двух этапах Кубка мира.
В 2007 году выступил на чемпионате Европы в Познани, став в восьмёрках четвёртым.
На европейском первенстве 2008 года в Афинах занял шестое место в безрульных четвёрках, тогда как на мировом первенстве в Линце показал тот же результат в рулевых двойках.
В 2009 году в зачёте распашных четвёрок без рулевого стартовал на чемпионате Европы в Бресте и на чемпионате мира в Познани.
На европейском первенстве 2010 года в Монтемор-у-Велью вновь соревновался в безрульных четвёрках, но попал лишь в утешительный финал «Б».
В 2011 году завоевал бронзовую медаль в восьмёрках на чемпионате Европы в Пловдиве, тогда как на чемпионате мира в Бледе попасть в число призёров не смог, вновь оказавшись в финале «Б».
Благодаря череде удачных выступлений удостоился права защищать честь страны на летних Олимпийских играх 2012 года в Лондоне — в программе мужских восьмёрок финишировал во всех трёх заездах последним и расположился в итоговом протоколе соревнований на последней восьмой строке.
После лондонской Олимпиады Тимко остался в составе украинской национальной сборной и продолжил принимать участие в крупнейших международных соревнованиях. Так, в 2013 году он отметился выступлением на европейском первенстве в Севилье.
В 2014 году участвовал в чемпионате Европы в Белграде, после чего принял решение завершить спортивную карьеру.